# Falisolle
Falisolle (en wallon Farjole) est une section de la commune belge de Sambreville située en Région wallonne dans la province de Namur. C'était une commune à part entière avant la fusion des communes de 1977.

## Toponymie
Le nom de Falisolle provient de sa situation géographique assez particulière. En arrivant de Tamines, on constate en effet que les maisons de Falisolle sont bâties sur une falaise.
De « falaise » vient le nom de Falisolle (du germain « falis » (petits rochers), qui a donné le français falaise ; le suffixe « ol » fournissant le diminutif « Falisolle » ; en 1227 : Falizoles ; en 1248 : Falisuel ; au XIe siècle : Phalisolis et Faliseolas ; Falisoul en 1372 ; Falisolle 1664 ; Falisolles 1895).

## Géographie
Le village est arrosé par le ry de Fosses, appelé de façon erronée Biesme (affluent de la Sambre), à quelques kilomètres au sud de la Sambre, et s'étend sur 4,83 km2, à 115,45 m au-dessus du niveau de la mer (au seuil de l'église Saint-Remy).

## Démographie
- Sources:INS, Rem:1831 jusqu'en 1970=recensements, 1976= nombre d'habitants au 31 décembre

## Histoire
Falisolle faisait partie des possessions qui, vers 650, furent cédées par Itta, la veuve du maire du palais Pépin de Landen, au monastère de Fosses. La localité resta aux mains du chapitre jusqu'à la fin de l'Ancien Régime, et comme tel, relevait donc de la principauté de Liège. L'avouerie appartenait au seigneur de Morialmé. L'"avoué" ou "voué" avait été choisi pour protéger et défendre certaines villes, mais surtout les églises et les monastères, qui, en retour, lui cédèrent une partie de leurs biens ou de leurs droits seigneuriaux. En 1219, Arnould de Morialmé précise les droits qu'il détient à Falisolle, Vitrival et Auvelais-le-Voisin en tant qu'avoué : un tiers des amendes si l'on fait appel à lui pour rendre justice, un pain, un poulet et un setier d'avoine par feu, lorsqu'il participe à l'ost de l'évêque de Liège. Un document du XVe siècle précise que l'avoué jouit également, à Falisolle, de "l'assise" ou "taille". Il n'exerce pourtant pas la justice. Sur ces hommes qui résidaient à Falisolle, le comte avait la taille, la formorture et la mainmorte, les commands et corvées, l'ost et la chevauchée.
Faisant partie de la principauté de Liège Falisolle ne fut pas affectée par la réorganisation ecclésiastique des Pays-Bas espagnols qui entraîna la création de nouveaux diocèses. Plus tard cependant la paroisse fut rattachée au diocèse de Namur, probablement à la suite du concordat de 1801.
Falisolle était une commune à part entière jusqu'à la fusion des communes de 1977.

## Administration
- Liste des bourgmestres de Falisolle avant la fusion des communes[1]

| Bourgmestres           | Mandat    |
| ---------------------- | --------- |
| Jean-François Defosse  | 1802-1803 |
| Léonard Keen           | 1804-1812 |
| Désiré Jaumain         | 1813-1818 |
| Adrien Michaux         | 1819-1820 |
| François Bertinchamps  | 1820-1832 |
| Jean-Baptiste Wauthier | 1833-1836 |
| Dominique Genin        | 1837-1859 |
| Dominique Wauthier     | 1860-1877 |
| Joseph Bodart          | 1878-1891 |
| Edmond Wauthier        | 1891-1908 |
| Ernest Evrard          | 1909-1914 |
| Léonard Hubert         | 1921-1922 |
| F Cerfaux              | 1922-1927 |
| Jean Hubert Fournier   | 1927-1933 |
| Victor Chapeau         | 1933-1939 |
| Jules Mehagnoul        | 1939-1964 |
| Émile Lacroix          | 1964-1977 |

## Patrimoine et culture

### Patrimoine architectural et naturel
- Eglise Saint-Remy. Construite à la fin du XVIIIe siècle, l'église fut agrandie et précédé d'une tour au milieu du XIXe siècle[3].
- Chapelle Notre-Dame du Bon Secours, rue du Bosquet. Edifice datant du XIXe siècle[3].* Dans la grotte de Claminforge furent découverts des ossements humains de l'ère mésolithique.

### Culture

#### Folklore

##### Carnaval
Depuis des temps immémoriaux, des personnes de Falisolle se réunissent chaque année pour fêter le Carnaval. La possibilité existe pour chacun de faire cette fête, en rejoignant ou en accompagnant notamment le groupe Tètâr di Fârjole.
Présentation succincte : coutumes, costumes… de Falisolle et sur le surnom des Falisollois (Lès Tètâr) ; les trois jours d’activités habituels : l'Anonçadje, li Craus Maurdi, li Grand feu; différents personnages : Tètâr, Mésse Tètâr, Mwébén,…, les géants Joseph et Olga sont présents le jour du grand feu ; langue locale utilisée (Wallon), notamment dans les 6 chansons originales.

## Galerie

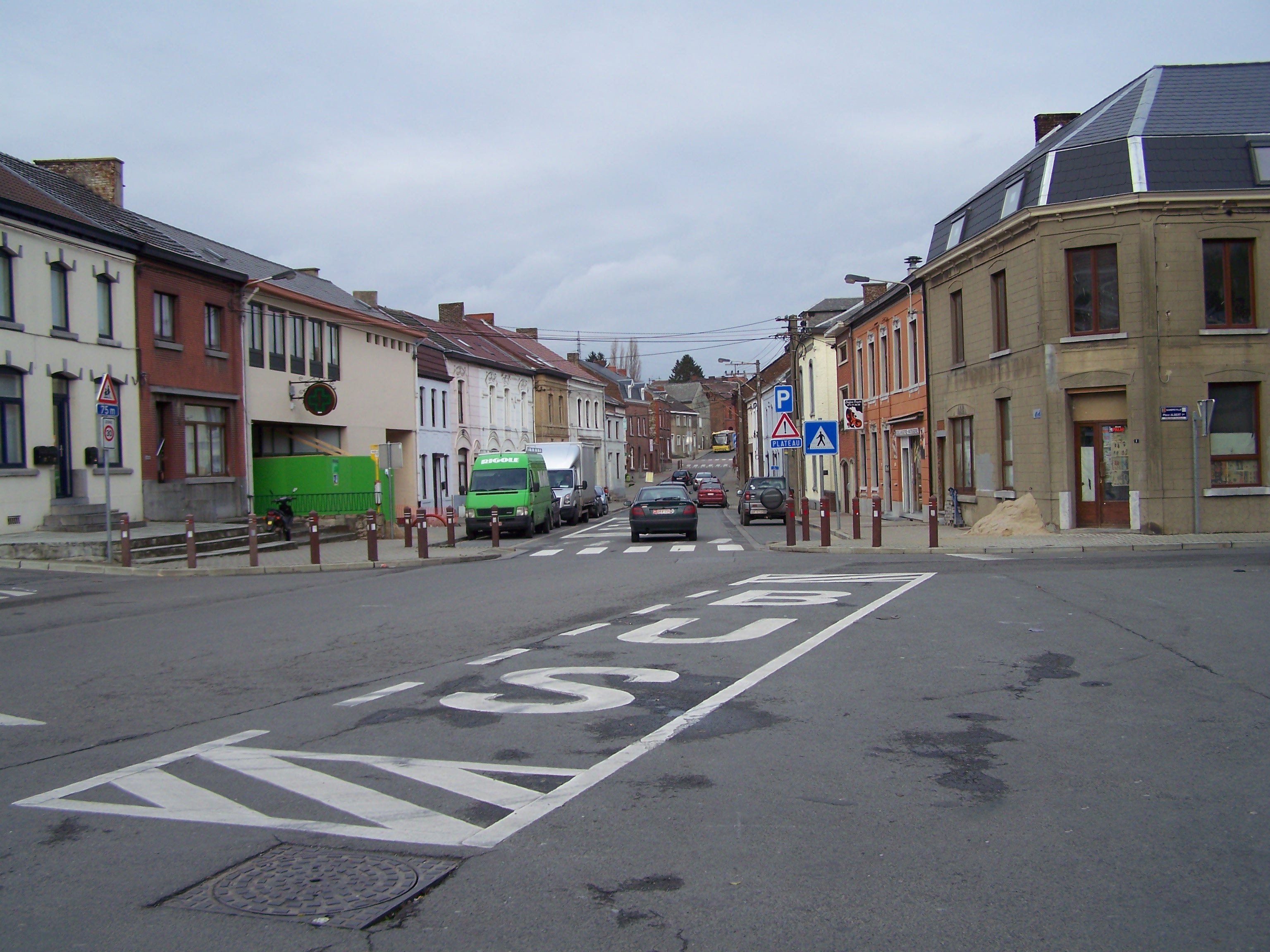
La rue Joseph-Jean Merlot.
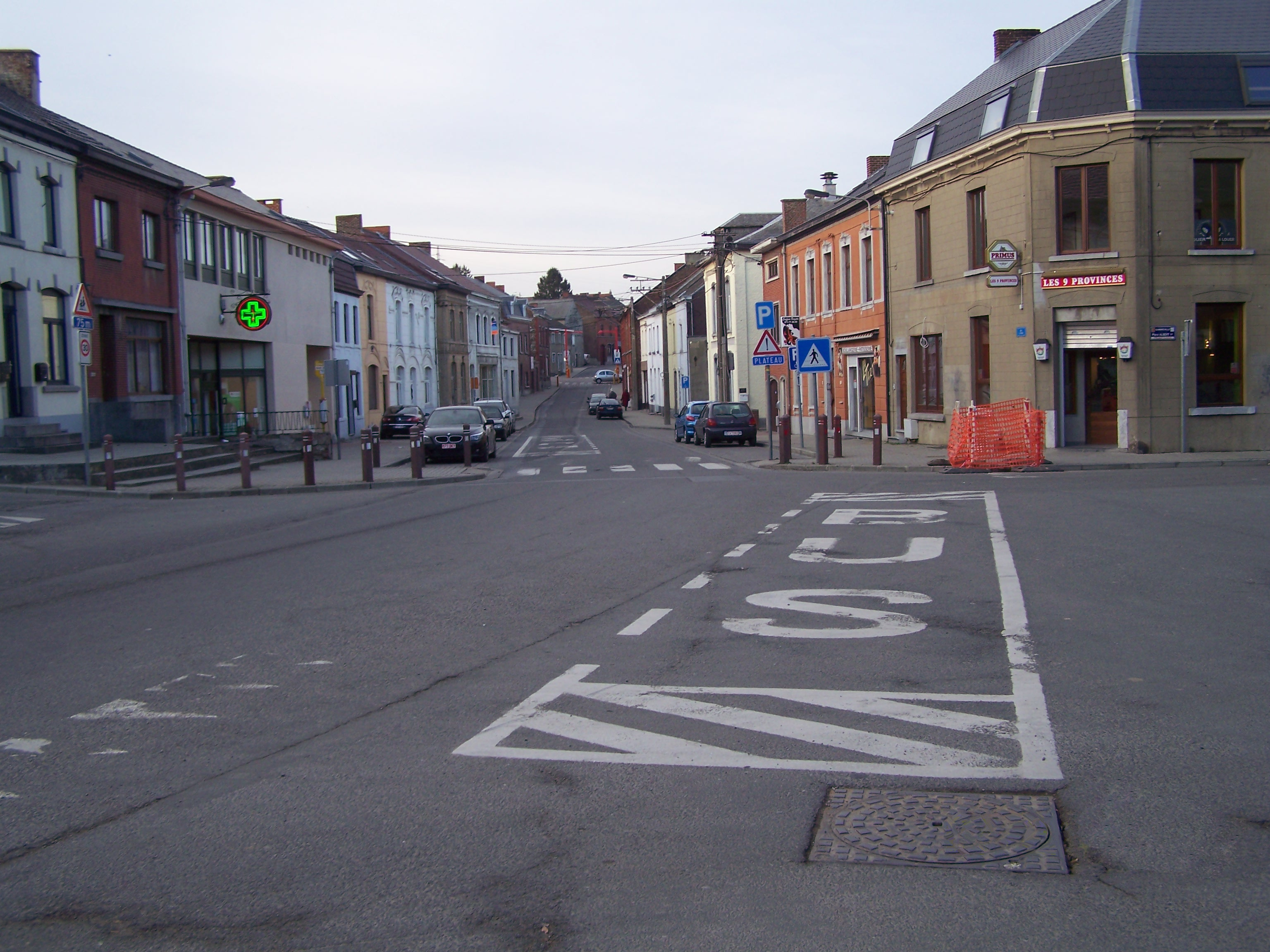
La rue Joseph-Jean Merlot (3 ans après).
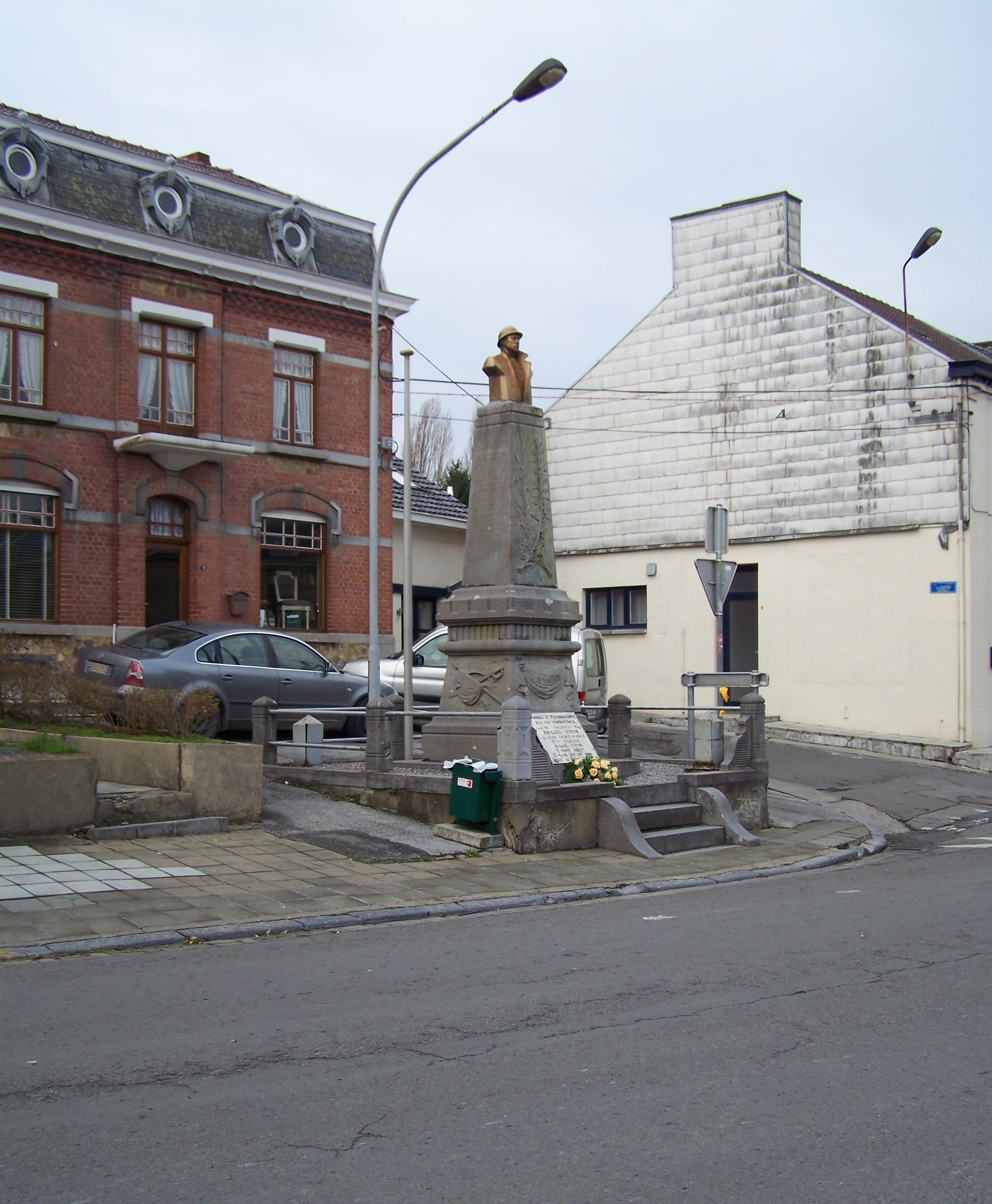
La place Albert Ier.

## Sports et vie associative

### Sports
Outre le judo et le ping-pong (Mickey Club), il y a un club de football (le club d'Aisemont ayant déménagé à Falisolle à la suite de la fusion entre l'US Falisolloise et l'Entente Tamines), elle prit le nom de Jeunesse Sportive Falisolle-Aisemontoise à la suite de ce déménagement. Jouant actuellement en P3B, l'équipe après avoir été entrainée par Christophe Legrain et Fabrice Misson est reprise par Jean-Marc Lombet.